# ایچیجی اوتانی
ایچیجی اوتانی (به انگلیسی: Ichiji Otani) بازیکن فوتبال اهل ژاپن و عضو تیم ملی فوتبال ژاپن است که در تاریخ ۱۳ مه ۱۹۳۴ میلادی اولین بازی ملی‌اش را انجام داد. او در ۳ بازی ملی حضور داشت و آخرین بازی ملی خود را در تاریخ ۲۰ مه ۱۹۳۴ میلادی انجام داد. ایچیجی اوتانی در بازی‌های ملی‌اش
۱ گل به ثمر رساند.